# Tour della nazionale maschile di rugby a 15 della Nuova Zelanda 1951
Con tre successi su tre contro l'Australia, gli All Blacks riconquistano la Bledisloe Cup

## Risultati
| Newcastle (Australia) 11 giugno 1951 | Newcastle | 6 – 20 | Nuova Zelanda XV | Sports Ground |

| Sydney 16 giugno 1951 | New Sotuh Wales | 3 – 24 | Nuova Zelanda XV | Showgrounds |

| Sydney 20 giugno 1951 | Australian United Services | 6 – 15 | Nuova Zelanda XV | North Sydney Oval |

| Arbitro: | Harold Tolhurst |

|  |           |                                                 |
|  | Marcatori | mete: Skinner trasf.: Cockerill c.p.: Cockerill |

| Parkes 27 giugno 1951 | Central-Western Districts | 6 – 65 | Nuova Zelanda XV | Parkes Ground |

| Melbourne 30 giugno 1951 | An Australian XV | 11 – 56 | Nuova Zelanda XV | Cricket Ground |

| Wagga Wagga 4 luglio 1951 | Combined XV | 10 – 48 | Nuova Zelanda XV | Cricket Ground |

| Arbitro: | Harold Tolhurst |

|                                                      |           |                                                                  |
| mete: Shehadie Tooth trasf.: Rothwell c.p.: Rothwell | Marcatori | mete: Jarden 2, Lynch N.L. Wilson trasf.: Cockerill ' Drop:Lynch |

| Armidale 11 luglio 1951 | New England | 6 – 49 | Nuova Zelanda XV | Showground |

| Toowoomba 14 luglio 1951 | Queensland | 9 – 19 | Nuova Zelanda XV | Showground |

| Brisbane 18 luglio 1951 | Brisbane | 9 – 29 | Nuova Zelanda XV | Cricket Ground |

| Arbitro: | Tonm Moore |

|                          |           |                                                    |
| c.p.: Cottrell, Rothwell | Marcatori | mete: Bell, Haig Lynch, Tanner trasf.: Cockerill 2 |